# Desnitrificació

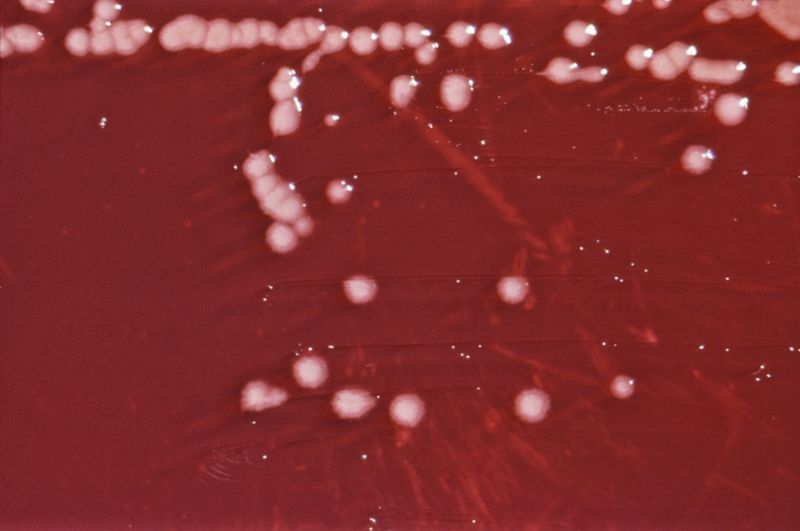
Bacteris del gènere Pseudomona, que compta amb espècies desnitrificants

La desnitrificació dins la natura, és un procés microbià de reducció del nitrat que acaba alliberant dinitrogen molecular (N₂). En termes del cicle del nitrogen, la desnitrificació completa el cicle en tornar el N₂ a l'atmosfera. També és possible, però menys comuna, la reducció directa del nitrat a amoni a càrrec d'organismes microbians que tinguin un gen especial anomenat gen-nrf. La desnitrificació és el procés invers al de la nitrificació.

## Importància mediambiental
Una de les formes de contaminació actualment més comuna i més greu pel medi ambient i la salut, és la presència excessiva de nitrats en les terres (efecte de l'adobament) que passen a les aigües superficials o subterrànies. A més, cal tractar, desnitrificant-les, grans quantitats d'aigües residuals i potabilitzar aigües. Una de les formes de reduir el nitrogen oxidat és la via química a través del bescanvi iònic, l'osmosi inversa i l'electrodiàlisi. L'alternativa a la química és la desnitrificació biològica. El procés biològic el fan principalment per bacteris heterotròfics (com l'anomenat Paracoccus denitrificans i diverses pseudomones), però també de bacteris autotròfics (com.,Thiobacillus denitrificans).
La desnitrificació té lloc sota condicions especials en ecosistemes terrestres i també en els marins. En general això s'esdevé on l'oxigen es troba en poca quantitat i la respiració dels bacteris han de fer servir nitrat com a substitut de l'oxigen en el paper d'acceptors d'electrons. Donada la gran concentració d'oxigen en l'atmosfera terrestre la desnitrificació només ocorren en ambients on el consum d'oxigen n'excedeix la taxa de subministrament, tals com alguns sòls i aiguamolls, llocs pobrament oxigenats dels oceans i sediments del fons marí.

## Reacció química de desnitrificació
L'ordre dels composts de nitrogen des del més termodinàmicament favorable acceptor d'electrons al que ho és menys es: nitrat (NO₃-), nitrit (NO₂-), òxid de nitrogen (NO), i òxid de dinitrogen (N₂O).
La desnitrificació passa a través d'unes formes intermèdies:
NO₃- → NO₂- → NO → N₂O → N₂ gas
La reacció completa de desnitrificació es pot expressar com una reacció d'òxido-reducció (redox):
2NO₃- + 10e- + 12H+ → N₂ + 6H₂O

### Aplicacions de la desnitrificació
- Control de corrosió i pudors per sulfhídric en sistemes de clavegueram afegint-hi nitrat.[2]
- Estimulació, mitjançant addició de nitrats, de la degradació del sulfhídric en salmorres de camps petrolífers.[3]
- Tractament del biogàs o gas natural per eliminar-ne el H2S.[4]
- Eliminació simultània de N i S en aigües residuals.[5] Ja ha estat assajada en llevats.[6]
- Eliminació de nitrats de l'aigua potable[7] i aigua residual[8] usant S˚.
- Eliminació de nitrat d'aigües subterrànies (KSHaugen. 2002) amb Thiobacillus denitrificans.[9]